# Emir Dizdarevic
Emir Dizdarevic, född 8 november 1970 i Göteborg, är en svensk idrottsledare. Han var ordförande för Svenska Taekwondoförbundet 2003-2010 samt 2014-2015 och är numera styrelseledamot i Svenska idrottsalliansen sedan 2010.
Han var nominerad till styrelseledamot i Sveriges Olympiska Kommitté 2009 och ingick i observatörsprogrammet vid Olympiska spelen i Peking 2008.